# World Series of Boxing 2010-2011
Les World Series of Boxing 2010-2011 sont la première saison de la World Series of Boxing qui a été remporté par la franchise française de Paris United contre les Kazakhs d'Astana Arlans. La finale a eu lieu à Guiyang en Chine les 6 et 7 mai 2011. 

## Résultats

### Conférence Amérique
| Semaine | Date       | Équipe à domicile | Score | Équipe à l'extérieur |
| ------- | ---------- | ----------------- | ----- | -------------------- |
| 1       | 19/11/2010 | Mexico City       | 5-0   | Memphis              |
| 1       | 23/11/2010 | Miami             | 3-2   | Los Angeles          |
| 2       | 26/11/2010 | Memphis           | 4-1   | Miami                |
| 2       | 28/11/2010 | Los Angeles       | 5-0   | Mexico City          |
| 3       | 09/12/2010 | Miami             | 3-2   | Mexico City          |
| 3       | 12/12/2010 | Los Angeles       | 4-1   | Memphis              |
| 4       | 16/12/2010 | Memphis           | 1-4   | Los Angeles          |
| 4       | 17/12/2010 | Mexico City       | 4-1   | Miami                |
| 5       | 05/01/2011 | Miami             | 4-1   | Memphis              |
| 5       | 07/01/2011 | Mexico City       | 1-4   | Los Angeles          |
| 6       | 13/01/2011 | Los Angeles       | 4-1   | Miami                |
| 6       | 15/01/2011 | Memphis           | 0-5   | Mexico City          |
| 7       | 27/01/2011 | Memphis           | 2-3   | Mexico City          |
| 7       | 30/01/2011 | Los Angeles       | 5-0   | Miami                |
| 8       | 04/02/2011 | Mexico City       | 4-1   | Los Angeles          |
| 8       | 13/03/2011 | Miami             | 2-3   | Memphis              |
| 9       | 18/02/2011 | Memphis           | 4-1   | Los Angeles          |
| 9       | 18/02/2011 | Mexico City       | 4-1   | Miami                |
| 10      | 27/02/2011 | Miami             | 1-4   | Mexico City          |
| 10      | 28/02/2011 | Los Angeles       | 5-0   | Memphis              |
| 11      | 03/03/2011 | Los Angeles       | 3-2   | Miami                |
| 11      | 14/03/2011 | Memphis           | 4-1   | Mexico City          |
| 12      | 16/03/2011 | Mexico City       | 3-2   | Memphis              |
| 12      | 17/03/2011 | Miami             | 4-1   | Los Angeles          |

| P | Équipe                | Pts | MG | MP | CG | CP | CN |
| - | --------------------- | --- | -- | -- | -- | -- | -- |
| 1 | Los Angeles Matadors  | 25  | 8  | 4  | 40 | 20 | 0  |
| 2 | Mexico City Guerreros | 25  | 8  | 4  | 36 | 24 | 0  |
| 3 | Miami Gallos          | 14  | 4  | 8  | 23 | 37 | 0  |
| 4 | Memphis Force         | 14  | 4  | 8  | 21 | 39 | 0  |

Los Angeles Matadors est champion de la conférence Amérique et est qualifié pour les demi-finales.

### Conférence Asie
| Semaine | Date       | Équipe à domicile | Score | Équipe à l'extérieur |
| ------- | ---------- | ----------------- | ----- | -------------------- |
| 1       | 20/11/2010 | Astana            | 5-0   | Pohang               |
| 1       | 20/11/2010 | Baku              | 5-0   | Beijing              |
| 2       | 27/11/2010 | Beijing           | 3-2   | Pohang               |
| 2       | 27/11/2010 | Astana            | 1-4   | Baku                 |
| 3       | 11/12/2010 | Astana            | 4-1   | Beijing              |
| 3       | 11/12/2010 | Baku              | 4-1   | Pohang               |
| 4       | 18/12/2010 | Beijing           | 0-5   | Astana               |
| 4       | 18/12/2010 | Baku              | 4-1   | Pohang               |
| 5       | 08/01/2011 | Pohang            | 4-1   | Beijing              |
| 5       | 08/01/2011 | Baku              | 3-2   | Astana               |
| 6       | 15/01/2011 | Beijing           | 2-3   | Baku                 |
| 6       | 15/01/2011 | Astana            | 5-0   | Pohang               |
| 7       | 28/01/2011 | Pohang            | 2-3   | Astana               |
| 7       | 29/01/2011 | Beijing           | 2-3   | Baku                 |
| 8       | 05/02/2011 | Pohang            | 2-3   | Beijing              |
| 8       | 05/02/2011 | Baku              | 3-2   | Astana               |
| 9       | 19/02/2011 | Beijing           | 1-4   | Astana               |
| 9       | 19/02/2011 | Baku              | 2-3   | Pohang               |
| 10      | 26/02/2011 | Pohang            | 0-5   | Baku                 |
| 10      | 27/02/2011 | Astana            | 5-0   | Beijing              |
| 11      | 12/03/2011 | Beijing           | 3-2   | Pohang               |
| 11      | 12/03/2011 | Astana            | 5-0   | Baku                 |
| 12      | 19/03/2011 | Pohang            | 2-3   | Astana               |
| 12      | 19/03/2011 | Baku              | 5-0   | Beijing              |

| P | Équipe           | Pts | MG | MP | CG | CP | CN |
| - | ---------------- | --- | -- | -- | -- | -- | -- |
| 1 | Baku Fires       | 31  | 10 | 2  | 41 | 19 | 0  |
| 2 | Astana Arlans    | 29  | 9  | 3  | 44 | 16 | 0  |
| 3 | Beijing Dragons  | 11  | 3  | 9  | 16 | 44 | 0  |
| 4 | Pohang Poseidons | 11  | 2  | 10 | 19 | 41 | 0  |

Baku Fires est champion de la conférence Asie et est qualifié avec Astana Arlans (meilleur deuxième) pour les demi-finales.

### Conférence Europe
| Semaine | Date       | Équipe à domicile | Score | Équipe à l'extérieur |
| ------- | ---------- | ----------------- | ----- | -------------------- |
| 1       | 19/11/2010 | Milan             | 3-2   | Paris                |
| 1       | 20/11/2010 | Moscou            | 3-2   | Istanbul             |
| 2       | 26/11/2010 | Istanbul          | 3-2   | Milan                |
| 2       | 26/11/2010 | Paris             | 5-0   | Moscou               |
| 3       | 10/12/2010 | Istanbul          | 2-3   | Paris                |
| 3       | 11/12/2010 | Moscou            | 2-3   | Milan                |
| 4       | 17/12/2010 | Milan             | 4-0   | Moscou               |
| 4       | 17/12/2010 | Paris             | 4-1   | Istanbul             |
| 5       | 07/01/2011 | Milan             | 4-1   | Istanbul             |
| 5       | 08/01/2011 | Moscou            | 1-4   | Paris                |
| 6       | 14/01/2011 | Istanbul          | 3-2   | Moscou               |
| 6       | 14/01/2011 | Paris             | 4-1   | Milan                |
| 7       | 28/01/2011 | Istanbul          | 4-1   | Moscou               |
| 7       | 28/01/2011 | Paris             | 2-3   | Milan                |
| 8       | 04/02/2011 | Milan             | 3-1   | Istanbul             |
| 8       | 05/03/2011 | Moscou            | 2-3   | Paris                |
| 9       | 18/02/2011 | Milan             | 5-0   | Moscou               |
| 9       | 18/02/2011 | Paris             | 4-1   | Istanbul             |
| 10      | 25/02/2011 | Istanbul          | 2-3   | Paris                |
| 10      | 26/02/2011 | Moscou            | 3-2   | Milan                |
| 11      | 11/03/2011 | Istanbul          | 3-2   | Milan                |
| 11      | 11/03/2011 | Paris             | 4-0   | Moscou               |
| 12      | 18/03/2011 | Milan             | 4-1   | Paris                |
| 12      | 19/03/2011 | Moscou            | 3-2   | Istanbul             |

| P | Équipe                         | Pts | MG | MP | CG | CP | CN |
| - | ------------------------------ | --- | -- | -- | -- | -- | -- |
| 1 | Paris United                   | 29  | 9  | 3  | 39 | 20 | 1  |
| 2 | Dolce & Gabbana Milano Thunder | 27  | 8  | 4  | 36 | 22 | 2  |
| 3 | Istanbulls                     | 16  | 4  | 8  | 25 | 34 | 1  |
| 4 | Moscow Kremlin Bears           | 12  | 3  | 9  | 17 | 41 | 2  |

Paris United est champion de la conférence Europe et est qualifié pour les demi-finales.

### Demi-finales
Demi-finale 1
| Match  | Date       | Équipe à domicile | Score | Équipe à l'extérieur |
| ------ | ---------- | ----------------- | ----- | -------------------- |
| Aller  | 09/04/2011 | Baku Fires        | 4-1   | Paris United         |
| Retour | 15/04/2011 | Paris United      | 5-0   | Baku Fires           |
| Cumul  |            | Paris United      | 6-4   | Baku Fires           |

Paris United est qualifié en finale.
Demi-finale 2
| Match  | Date       | Équipe à domicile    | Score | Équipe à l'extérieur |
| ------ | ---------- | -------------------- | ----- | -------------------- |
| Aller  | 09/04/2011 | Astana Arlans        | 4-1   | Los Angeles Matadors |
| Retour | 17/04/2011 | Los Angeles Matadors | 2-3   | Astana Arlans        |
| Cumul  |            | Los Angeles Matadors | 3-7   | Astana Arlans        |

Astana Arlans est qualifié en finale.

### Finale
Les rencontres aller et retour se sont déroulées à Guiyang (Chine).
| Match  | Date       | Équipe à domicile | Score | Équipe à l'extérieur |
| ------ | ---------- | ----------------- | ----- | -------------------- |
| Aller  | 06/05/2011 | Paris United      | 2-3   | Astana Arlans        |
| Retour | 07/05/2011 | Astana Arlans     | 1-4   | Paris United         |
| Cumul  |            | Paris United      | 6-4   | Astana Arlans        |

## Championnats individuels
Les deux meilleurs boxeurs de la saison régulière de chaque catégorie se sont affrontés les 27 et 28 mai 2011 à Guizhou (Chine).
Les vainqueurs se qualifient directement pour les Jeux olympiques.
Les rencontres étaient arbitrés par messieurs Just (Slovaquie), Bonet Ortiz (Porto Rico), Gallagher (Irlande) et Poggi (Argentine).
| Boxeurs          | Juges | Juges | Juges | Tot |
| ---------------- | ----- | ----- | ----- | --- |
|                  |       |       |       |     |
| Kanat Abutalipov | 68    | 66    | 67    | 2   |
| Nordine Oubaali  | 65    | 67    | 66    | 1   |

| Boxeurs            | Juges | Juges | Juges | Tot |
| ------------------ | ----- | ----- | ----- | --- |
|                    |       |       |       |     |
| Yerzhan Mussafirov | 66    | 66    | 67    | 1   |
| Zhimin Wang        | 67    | 67    | 66    | 2   |

| Boxeurs               | Juges | Juges | Juges | Tot |
| --------------------- | ----- | ----- | ----- | --- |
|                       |       |       |       |     |
| Sergiy Derevyanchenko | 68    | 68    | 69    | 3   |
| Soltan Migitinov      | 64    | 64    | 63    | 0   |

| Boxeurs              | Juges | Juges | Juges | Tot |
| -------------------- | ----- | ----- | ----- | --- |
|                      |       |       |       |     |
| Abdelhafid Benchabla | 69    | 69    | 68    | 3   |
| Ludovic Groguhé      | 64    | 64    | 65    | 0   |

| \| Boxeurs \| Juges \| Juges \| Juges \| Tot \| \| ---------------------- \| ----- \| ----- \| ----- \| --- \| \| \| \| \| \| \| \| Clemente Russo \| 67 \| 67 \| 67 \| 3 \| \| Magomedrasul Medzhidov \| 66 \| 66 \| 66 \| 0 \| |       |       |       |     |
| Boxeurs | Juges | Juges | Juges | Tot |
| |       |       |       |     |
| Clemente Russo | 67    | 67    | 67    | 3   |
| Magomedrasul Medzhidov | 66    | 66    | 66    | 0   |